# Izidor Molè
Izidor Molè, slovenski slikar, restavrator in profesor, * 1. april 1927, Log pri Brezovici, † 31. oktober 1998, Brezovica.

## Življenje in delo
Izidor Molè se je rodil 1. aprila 1927 na Logu pri Brezovici. Leta 1946 je maturiral na klasični gimnaziji v Ljubljani, se istega leta vpisal na takratno Akademijo upodabljajočih umetnosti ( v 1. in 2. letniku pri prof. Miheliču, v 3. in 4. pri prof. G.A. Kosu ) in leta 1950 diplomiral. Od l. 1951 do 1954 je delal na učiteljišču v Novem mestu kot profesor risanja. Leta 1954 se je vpisal na restavratorsko specialko in jo leta 1956 uspešno končal. Do l. 1957 je delal na republiškem zavodu za spomeniško varstvo v Ljubljani kot restavrator, med leti 1957 in 1964 je bil v svobodnem poklicu, nato tri leta vodja restavratorske delavnice pri republiškem zavodu za spomeniško varstvo v Ljubljani in od l. 1967 ponovno svobodni umetnik. Leta 1956 se je izpopolnjeval v Istituto Centrale Per Il Restauro v Rimu.

### Razstave
Izidor Molè je prvič razstavljal skupaj z Lamutom in Borčičem l. 1953 v novomeški Križatiji (katalog Akademski slikarji Lamut, Mole, Borčič; uvod Štefan Eržen), istega leta je bila razstava prenešena v Malo Galerijo v Ljubljani. Samostojno je prvič razstavljal v kavarni na Glavnem trgu v Novem mestu (1954).

#### Samostojne razstave
- 1954 - kavarna na Glavnem trgu v Novem mestu
- 1958 - Mestni muzej Kranj
- 1969 - galerija Loža Pokrajinskega muzeja Koper ( freske, zloženka s spremno besedo Marijana Zadnikarja )
- 1970 - Kraška hiša v Velikem Repnu pri Trstu ( kopije fresk )
- 1971 - Goriški muzej na gradu Kromberk v Novi Gorici ( kopije fresk )
- 1971 - Rogaška Slatina ( freske )
- 1979 - Galerija Avla Maribor ( freske )
- 1980 - Likovni salon Kočevje ( risbe, akvareli, freske )
- 1982 - Kemijski inštitut Boris Kidrič Ljubljana ( freske )
- 1983 - Galerija Lek Ljubljana ( freske )
- 1991 - Dolenjski muzej Novo Mesto (katalog, spremna beseda Milček Komelj )

Sodeloval je v več skupinskih razstavah, med drugimi v Moderni galeriji Ljubljana ( 1958 - Avtoportret na Slovenskem, avtor razstavnega kataloga Luc Menaše ), v vrsti razstav Društva slovenskih likovnih umetnikov ( v Ljubljani in Mariboru ), na 1. slikarski koloniji Bela krajina v Metliki 1981, ter trikrat na Krkini slikarski akademiji v Novem mestu (1978, 1979, 1980). Pisal je tudi strokovna besedila z restavratorskega področja in ocene.

### Izidorjevo življenjsko delo
Največjega dela pa Molè ni opravil na Slovenskem, čeprav so njegove razstave potekale kar po vrsti v ožji domovini. Svoje največje delo je izpeljal v ravninskem delu bivše Jugoslavije – v Vojvodini. To se je zgodilo v Novobečejski cerkvi sv. Klare. Letopisec glede tega pravi v prigodni knjižici ob dvestoletnici cerkve svete Klare Asiške v Novem Bečeju:
| Madžarski izvirnik . | Slovenski prevod |
| --- | --- |
| Templomunk belső festésére 1961-ben került sor. Ezt a munkát Isidor Mole, szlovén akadémiai festőművész vállalta el, aki 1924-ben született Log pri Brezoviči nevű helységben és 1999-ben halt meg. A templom festésén ketten dolgoztak. A díszítő munkákat az óbecsei Horvát Lajos végezte... Isidor Mole három mennyezeti freskón örökítette meg Jézus születését, keresztrefeszítését, és feltámadását. Érdemes megemlíteni azt a körülményt, ami által ez a ritka művészi munka megtörténhetett. A művész mielőtt elvállalta volna e nagy munkát, feltételbe adta, hogy biztosítsanak a munkálatokhoz legalább 50 évvel korábban beoltott meszet. Hála Schwarz István plébános úrnak, ezt sikerült megoldani, ugyanis a plébánia levéltárában, egy feljegyzésben megtalálta, hova ásták el a templom építésekor azt a nagyobb mennyiségű oltott meszet, amit elődeink erre a célra előreláttak. | Notranja poslikava cerkve je prišla na vrsto leta 1961. To delo je sprejel Izidor Molè, slovenski akademski slikarski umetnik, ki se je rodil 1924 v kraju z imenom Log pri Brezovici in je umrl leta 1999. Na poslikavi cerkve sta delala dva. Okrasna dela je izvršil starobečejski Lajos Horvát… Izidor Molė je na treh stropnih freskah ovekovečil Jezusovo rojstvo, križanje in vstajenje. Velja omeniti okoliščine, po katerih je bilo mogoče opraviti to redko umetniško delo. Preden je umetnik sprejel to veliko delo, je dal pogoj, da morajo priskrbeti za opravljanje dela apno, ki je bilo gašeno vsaj pred petdesetimi leti. Zahvala gre župniku Štefanu Schwarzu, da mu je to uspelo rešiti; v župnijskem arhivu je našel v neki opombi, kam so vštihali ob graditvi cerkve tisto veliko količino gašenega apna, ki so jo naši predniki vnaprej pripravili za ta namen. |